# Slag van Lekkerbeetje
De Slag van Lekkerbeetje was een groepsduel bevochten tussen Spaansgezinde ridders uit 's-Hertogenbosch en Staatsgezinde Franse huurlingen, bevochten op de Vughterheide op 5 februari 1600. Het wordt soms beschouwd als de laatste middeleeuwse ridderslag.

## Aanleiding
Een groep ruiters onder Gerard van Houwelingen, bekend onder de bijnaam Lekkerbeetje, deel van de troepen van Anthonie Schetz, gouverneur van 's-Hertogenbosch, nam tijdens een patrouille bij Diest een groep Franse ruiters in Staatse dienst gevangen. Kapitein van de Staatse groep was Pierre de Bréauté, maar in zijn afwezigheid werd deze geleid door Jacques de Visé. De gevangenen werden naar 's-Hertogenbosch gevoerd en er werd om losgeld gevraagd. De Bréauté betaalde het gevraagde losgeld, maar zond daarbij ook een brief aan Visé waarin hij deze kapittelde voor zijn gevangenneming: De Bossche troepen waren zo zwak dat hij, De Bréauté, zich nog niet gevangen zou laten nemen door een 40 tegen 20 overmacht.
Deze brief krenkte Lekkerbeetje in zijn trots, zowel persoonlijk als tegenover zijn compagnie, en hij daagde de Bréauté uit tot een duel. Dit werd vastgesteld op 5 februari 1600, met 20 ridders elk.

## Verloop
Uiteindelijk staan er naast Bréauté en Lekkerbeetje, 21 ridders aan beide zijden klaar, gewapend met zwaard en pistool en gekleed in kuras. Al bij de eerste charge van De Bréauté werd Lekkerbeetje gedood door een pistoolschot, maar zijn mannen streden door. Bréautés paard viel ook neer, en ook zijn reservepaard sneuvelde, maar te voet vocht hij door. Ook andere ridders kwamen om, en uiteindelijk moesten Bréauté en vier van zijn metgezellen zich overgeven. Hoewel hen een veilige aftocht was beloofd, werden ze na afloop van de strijd gedood. In totaal kwamen 14 Fransen en 6 Spaansgezinden om.